# 朱敏堂住宅
朱敏堂住宅是位于上海市徐汇区乌鲁木齐南路151号，乌鲁木齐南路东侧，永嘉路、建国西路之间的一幢独立式花园住宅。

## 历史
住宅建于1927年，由大统织染厂经理朱敏堂投资建造。建成后部分作为他的私宅，部分出租。1948年，他赴香港经商，变卖了该住宅的产权。该处原有三幢花园住宅，现存的一幢也于1995年拆除并按照原样重建，仅保留原建筑的门廊柱等构件。目前该建筑为上海新华房地产开发公司所有。1994年，建筑入选第二批上海市优秀历史建筑。2003年，建筑被列入徐汇区登记不可移动文物名单。

## 建筑

### 建筑概况
现存住宅建筑占地面积3268平方米，建筑面积313平方米，为假三层砖木结构建筑，采取五开间建筑平面。建筑所属地块内有一花园，植有冬青、槐树等花木；四周筑高围墙，并立有双扇铁花门。

### 外部设计
该建筑是一幢仿美国殖民地复兴风格的建筑。这种风格源于英国在北美洲的殖民地新英格兰，于19世纪下半叶到20世纪20年代在美国盛行。由于新英格兰地区气候较为寒冷，这种风格的建筑通常运用横向铺设的木板加厚外墙，以达到御寒的目的。此外，这种建筑具有部分古典主义风格的特点，但不囿于传统的古典风格，而是结合实际情况合理运用。20世纪初，这种建筑风格随留美回国的设计师传入上海。但由于上海气候并不寒冷，不必加厚墙体等原因，这种风格的建筑并不多见：保留至今的仅有此住宅和建国西路398号住宅。
住宅建筑立面用水泥做出白色横向板条，屋面为黑瓦双坡屋面，设有老虎窗。其南立面结构对称，主入口位于其正中，入口处设有塔斯干式双柱门廊。立面中央设有长方形窗，窗两侧设置科林斯式双壁柱。建筑的外部设计具有美式风格简洁的特点。

### 内部设计
建筑底层入口与门厅相连，门厅两侧为起居室、餐厅和厨房。二层设有四间卧室和卫生间，每间卧室均有壁橱。坡顶下的假第三层则作为储藏室使用。